# Gouania polygama
Gouania polygama là một loài thực vật có hoa trong họ Táo. Loài này được (Jacq.) Urb. mô tả khoa học đầu tiên năm 1910.